# Bundesstraße 454
Die Bundesstraße 454 (Abkürzung: B 454) ist eine deutsche Bundesstraße. Sie führt von Niederaula (bei Bad Hersfeld) über Schwalmstadt nach Kirchhain, wo sie an die B 62 (A 4 bei Olpe – A 5 bei Alsfeld) anschließt.
Diese Bundesstraße dient als Verbindung der Städte Bad Hersfeld, Schwalmstadt, Stadtallendorf und Marburg. Sie wurde auf den Teilstücken Bad Hersfeld-Niederaula und Kirchhain-Marburg durch den Neubau der B 62 ersetzt.

## Ausbau zum Autobahnzubringer
In Stadtallendorf läuft der Ausbau der B 454 zum Autobahnzubringer für die A 49. Der erste Bauabschnitt von 1,6 Kilometern Länge und Baukosten von 9,5 Millionen Euro ist am 22. Dezember 2006 freigegeben worden. Hierbei wurde die vorher plangleiche Anschlussstelle Waldstraße umgebaut. Die Bundesstraße führt nun kreuzungsfrei über die Anschlussstelle hinweg. Waldstraße sowie Auf- und Abfahrten der Bundesstraße treffen sich darunter in einem großen Kreisverkehr.

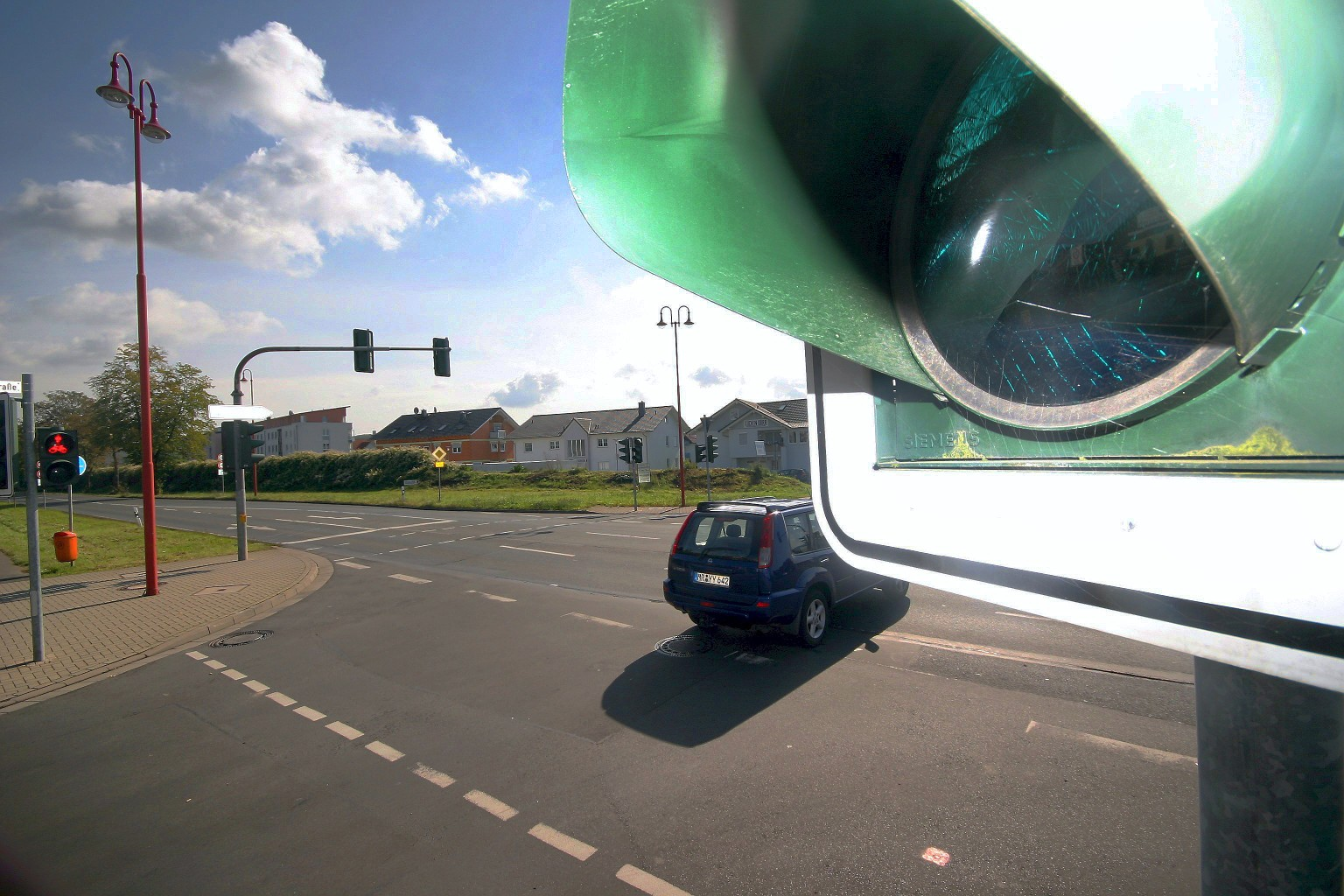
Kreuzung B454/Wetzlarer Straße (2007)

Im zweiten Bauabschnitt wurde die Bundesstraße im Bereich der Kreuzung mit der Wetzlarer Straße und der Lilienthalstraße tiefergelegt. Die B454 wurde dazu in einen sechs Meter tiefen Trog verlegt, die Stadtstraßen treffen sich darüber an einem Kreisverkehr. Dort münden auch die Ab-/Auffahrten ein. Der erste Spatenstich erfolgte Anfang Mai 2011. Der 2. Bauabschnitt war 550 Meter lang, die Baukosten sollten bei 7,7 Millionen Euro liegen. Am 13. August wurde der Abschnitt offiziell freigegeben worden, die Kosten beliefen sich auf circa 9 Millionen Euro.

Der dritte Bauabschnitt umfasst die Kreuzung mit der Haupt- und Bahnhofstraße. Auch hier wird die B454 tiefergelegt. Der Baubeginn ist noch offen. Die Länge dieses Bauabschnitts beträgt 998 Meter, die Baukosten werden auf 16,4 Millionen Euro geschätzt. Damit wird der Ausbau Gesamtkosten von etwa 33,4 Millionen Euro verursachen.